# Diocèse de Hpa-an

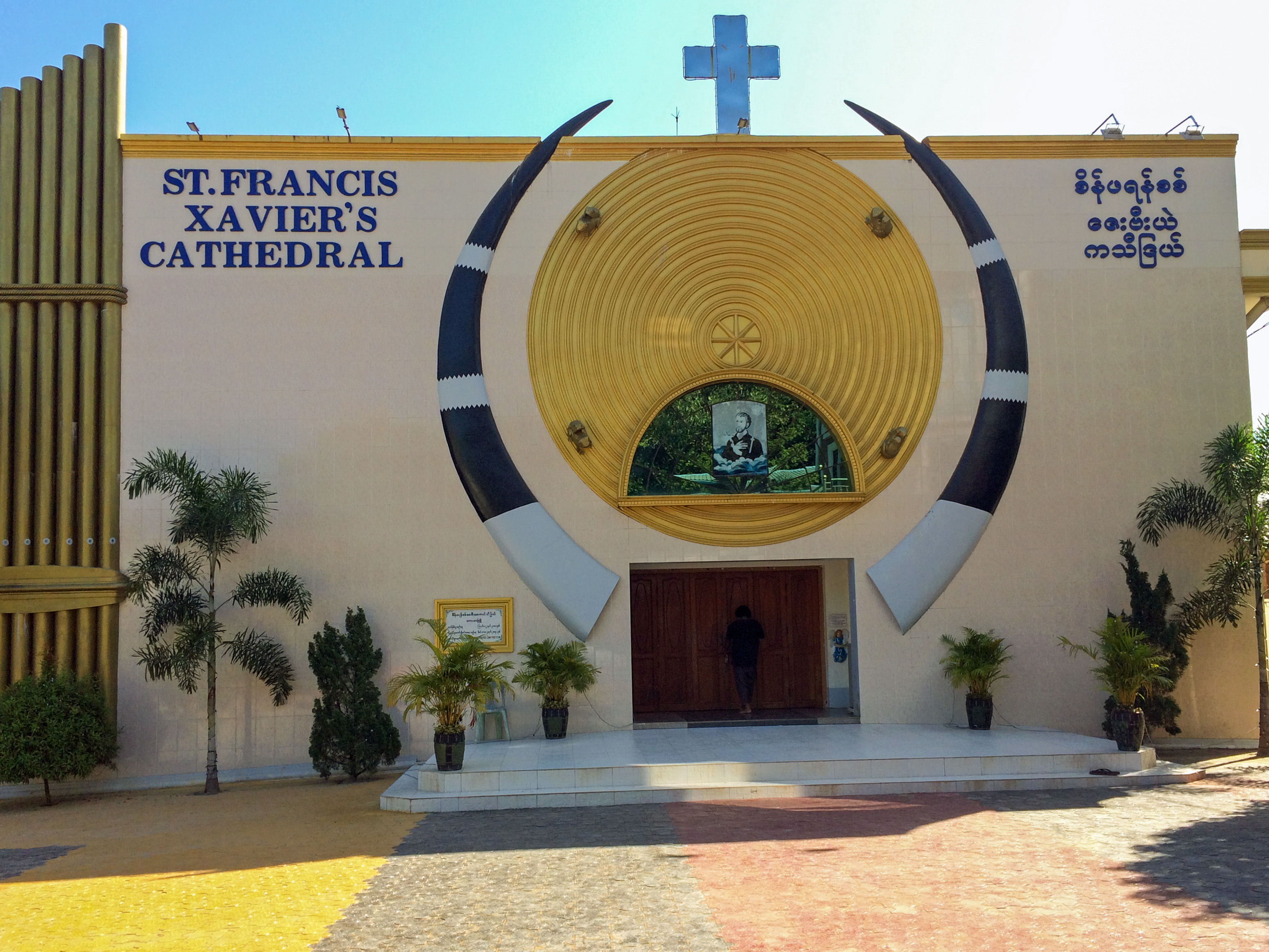
Cathédrale catholique romaine Saint François Xavier de Hpa-an, État Karen,

Le diocèse de Hpa-an (en latin: Dioecesis Hpaanensis) est un siège de l'Église catholique de Birmanie suffragant de l'archidiocèse de Rangoun (ou Yangon). En 2009, il comptait 10.781 baptisés pour 1.164.000 habitants. Il est tenu par Mgr Justin Saw Min Thide.

## Territoire
Le diocèse comprend presque tout l'État Karen et la moitié de l'État Mon, dans la partie sud-orientale de la Birmanie.
Le siège épiscopal est la ville de Hpa-an, où se trouve la cathédrale Saint-François-Xavier.
Le territoire est subdivisé en 12 paroisses.

## Histoire
Le diocèse est érigé le 24 janvier 2009 par la bulle Missionalem navitatem de Benoît XVI, recevant son territoire de l'archidiocèse de Rangoun.

## Ordinaires
- Justin Saw Min Thide, depuis le 24 janvier 2009

## Statistiques
En 2009, le diocèse comptait 10 781 baptisés pour 1 164 000 habitants (0,9 %), 18 prêtres dont 3 réguliers, et 31 religieuses dans 12 paroisses.